# Francis Cassidy
Pour les articles homonymes, voir Cassidy.
Francis Cassidy, né le  17 janvier 1823 à Saint-Jacques-de-l'Achigan et décédé le 14 juin 1873 à Montréal, est un avocat et un homme politique canadien. Il est maire de Montréal quelques mois en 1873.

## Biographie

### Jeunesse et études
Les parents de Francis Cassidy venaient d'Irlande. Émigrés au Canada, ils se sont établis à Saint-Jacques l'Achigan où ils ont acheté une petite terre. C'est là que naquit Francis Cassidy en 1823, dans une famille modeste. Il fut remarqué, dès son bas âge, pour sa vivacité intellectuelle.
Après avoir terminé ses études au Collège de l'Assomption, il part à Montréal pour devenir avocat. Il entre chez MM. Moreau et Leblanc comme clerc avocat. Peu rémunéré, il commença à donner des leçons de français afin de pouvoir payer sa pension.

### Carrière juridique
Il est reçu avocat en 1848. Après avoir pratiqué quelque temps, Louis-Hippolyte La Fontaine, qui venait d'arriver au pouvoir, lui offre un emploi dans le département des lois. Cassidy quadruple ainsi son salaire, ce qui est une offre séduisante pour un jeune homme qui jusque-là a vécu pauvrement. Il continue également son métier d'avocat et entre en société avec MM. Moreau et Leblanc. Il devient, au criminel et au civil, l'un des avocats les plus brillants du barreau de Montréal.
Il plaide dans un très grand nombre de causes dont plusieurs célèbres. Citons en particulier "Dorion et Dorion", "Kicrzkowski et Dorion", "Lemoine et Lionais", "Guibord et les marguilliers de la paroisse de Montréal".
Contemporain et ami des Dorion, des Papin, des Doutre, il les suit naturellement sous le drapeau libéral, mais de loin et avec prudence. Décidé à rester avant tout avocat, il s'occupe de politique juste ce qu'il fallait pour ne pas froisser ses amis. À plusieurs reprises, il refuse de se porter candidat pour la chambre d'assemblée.

### Carrière politique
En 1863, il refuse d'être solliciteur-général de l'administration McDonald-Sicotte. Il ne veut entrer en politique qu'après sa fortune faite, pour y jouer un rôle digne de sa réputation, y être indépendant. Il croit, en 1871, ne pas pouvoir refuser plus longtemps les sollicitations de ses amis politiques. Il accepte d'être candidat pour Montréal-Ouest et est élu par acclamation. 
Nommé, en 1873, représentant de la grande division ouest de Montréal à la chambre locale, il est élu unanimement maire de Montréal en février 1873. Il meurt peu de temps après (en juin) des suites d'une maladie à l'âge de 50 ans. Sa sépulture est située dans le Cimetière Notre-Dame-des-Neiges.